# Deng Xiaopings Südtour
Deng Xiaopings Südtour (chinesisch 邓小平南巡 / 鄧小平南巡) war eine politische Inspektionstour von Deng Xiaoping, damals pensionierter „Überragender Führer“ Chinas, in Südchina, einschließlich Shenzhen, Zhuhai, Guangzhou, Shanghai vom 18. Januar bis 21. Februar 1992. Die Gespräche und Reden, die Deng während der Tour hielt, nahmen die Umsetzung seiner sogenannten „Reform- und Öffnungspolitik“ auf dem chinesischen Festland wieder auf, die nach dem blutigen Massaker auf dem Platz des Himmlischen Friedens 1989 zum Stillstand kam. Die Südtour 1992 wird allgemein als kritischer Punkt in der modernen Geschichte Chinas angesehen, da sie die chinesische Wirtschaftsreform sowie den Kapitalmarkt rettete und die „Stabilität der Gesellschaft“ bewahrte.
Während der Tour betonte Deng gegenüber mehreren Militärführern der Volksbefreiungsarmee, darunter Yang Shangkun, Liu Huaqing und Yang Baibing, dass „diejenigen, die keine Reformen fördern, von ihren Führungspositionen gestürzt werden sollten“. Dies zwang den damaligen Generalsekretär der Kommunistischen Partei Chinas (KPCh), Jiang Zemin, die „Reformen und Öffnung“ zu unterstützen und fortzusetzen. Deng wünschte sich auch, dass die Provinz Guangdong innerhalb von 20 Jahren die „Tigerstaaten“ in Bezug auf die wirtschaftliche Entwicklung einholen würde. Nach Dengs Südtournee erhielten viele Reformisten wie Zhu Rongji Beförderungen.
Obwohl Deng erwähnte, dass „Korruptionsbekämpfung“ während der gesamten Reform und Öffnung verhängt werden müsse, und die Bedeutung der rule of law betonte, löste die Südtour weder Chinas Korruptionsproblem, noch nahm sie Chinas politische Reformen wieder auf, die scheiterten und 1989 im Tiananmen-Massaker endeten.

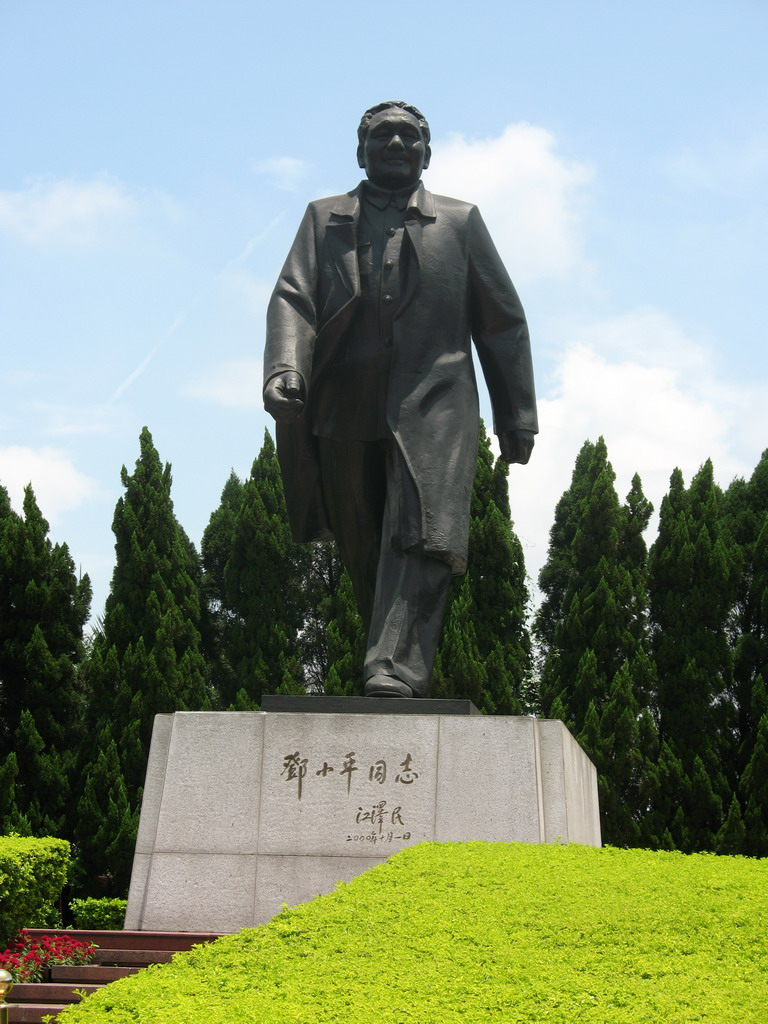
Die Statue von Deng Xiaoping auf dem Lianhuashan Park in Shenzhen, China.

## Geschichtlicher Hintergrund

### Stillstand der Reformen
Nach dem Tian’anmen-Massaker 1989 hatten die Mitglieder des Zentralkomitee der Kommunistischen Partei Chinas (KP Chinas) ernsthafte Meinungsverschiedenheiten darüber, ob die „Reform- und Öffnungspolitik“ fortgesetzt werden sollten. Nachdem Zhao Ziyang, ehemaliger Generalsekretär der KP Chinas und führender Reformist, nach dem Massaker von Tiananmen zum Rücktritt gezwungen wurde, war Jiang Zemin Generalsekretär und wurde von mehreren mächtigen linken Führern wie Chen Yun und Li Xiannian unterstützt.
Im November 1989 verabschiedete das Zentralkomitee der KP Chinas eine Resolution (关于进一步治理整顿和深化改革的决定), in der es feststellte, dass das Reformtempo zu schnell sei, und beschloss, die Änderungen zu überarbeiten. Infolgedessen kam das Reform- und Öffnungsprogramm zum Stillstand, insbesondere nach den Revolutionen im Jahr 1989 und etwa zur Zeit des Zerfalls der Sowjetunion im Jahr 1991.

### Mediendebatte
Ab dem Frühjahr 1991 veröffentlichte die in Shanghai ansässige Zeitung Liberation Daily mehrere Artikel, die von Huang Fuping (皇甫平) verfasst wurden, um Reformen voranzutreiben, und fand schnell Unterstützung bei örtlichen Beamten und der Öffentlichkeit. Auf der anderen Seite kritisierten mehrere Medien in Peking, die von Jiang Zemin und Li Peng (damals Ministerpräsident von China) kontrolliert wurden, direkt die Artikel von Huang Fuping und fragten, ob China auf einem kapitalistischen oder einem sozialistischen Weg sei.

## Die Südtour

### Anfang
Deng Xiaoping begann seine Südtournee am 18. Januar 1992, als er Wuhan in der Provinz Hubei sowie Changsha in der Provinz Hunan besuchte. Anschließend ging er in die Provinz Guangdong.

### Shenzhen

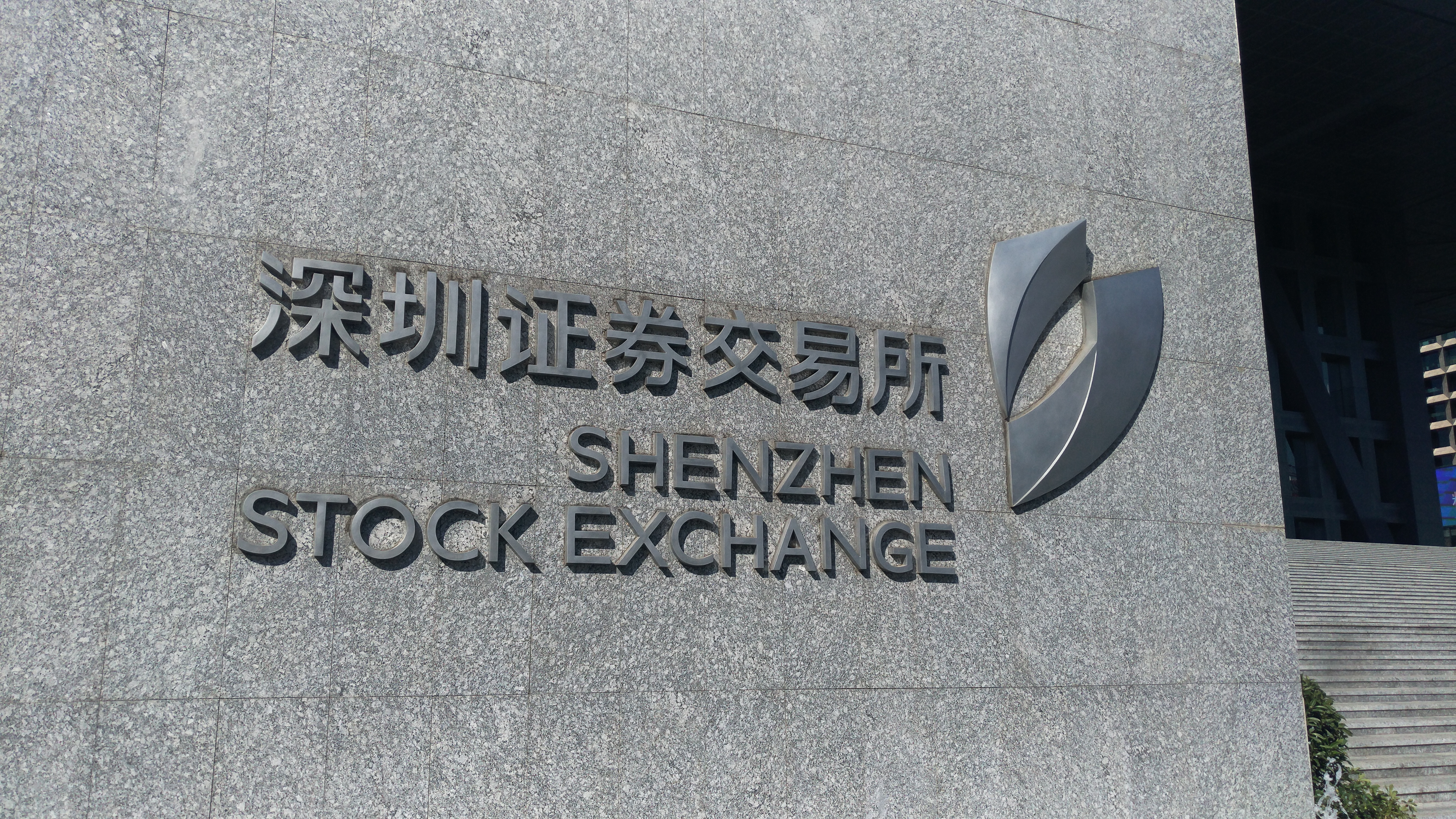
Shenzhen Stock Exchange

Am 19. Januar 1992 gegen 9 Uhr morgens traf Deng Xiaoping in Shenzhen ein, einer der ersten von ihm genehmigten Sonderwirtschaftszonen Chinas, und wurde von örtlichen Beamten herzlich empfangen. Am 22. Januar übermittelte Deng den Beamten der Regierung von Shenzhen seine berühmten Bemerkungen:
„[Die Regierung von Shenzhen] sollte bei der Durchführung der Reformen und der Öffnung mutiger sein, es wagen, Experimente durchzuführen, und nicht als Frauen mit gebundenen Füßen auftreten“. ([深圳市政府]改革开放胆子要大一些，敢于试验，不能像小脚女人一样)

Während seines Besuchs in Shenzhen wünschte sich Deng, dass die Provinz Guangdong innerhalb von 20 Jahren die „Tigerstaaten“ in Bezug auf die wirtschaftliche Entwicklung einholen würde. Dengs Besuch rettete auch Chinas Kapitalmarkt, insbesondere die beiden neu gegründeten Börsen: die Shanghai Stock Exchange (seit November 1990) und die Shenzhen Stock Exchange (seit Dezember 1990). Er sagte:
„Es bedarf sorgfältiger Studien, um festzustellen, ob Aktien und der Aktienmarkt gut für den Sozialismus sind oder nicht oder ob sie nur dem Kapitalismus angehören. Dies bedeutet auch, dass wir es zuerst ausprobieren müssen!“ (证券、股票，这些东西究竟好不好，有没有危险，是不是资本市场独有的东西，社会主义能不能用?允许看，但要坚决地试)

### Zhuhai

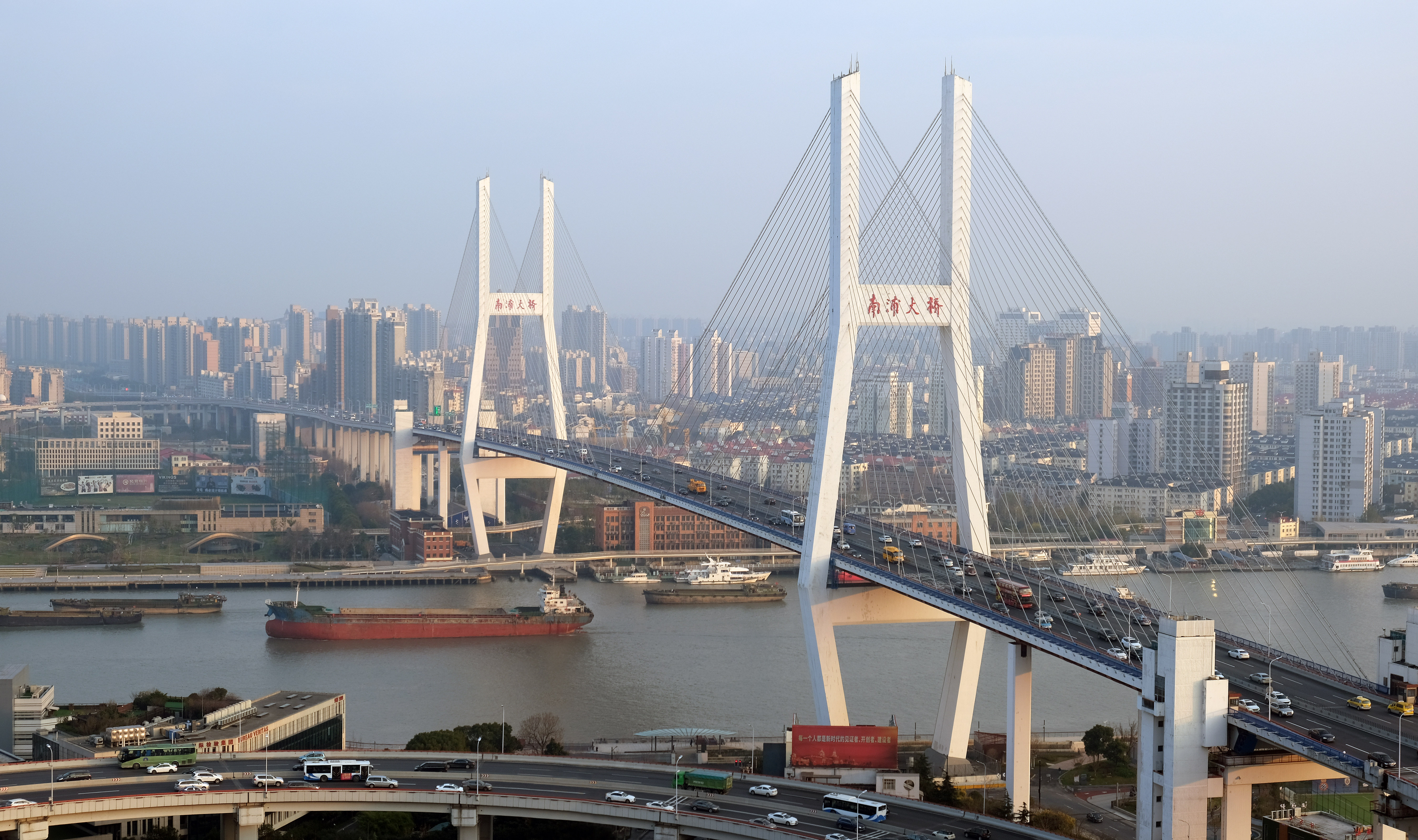
Deng besuchte am 7. Februar 1992 die Nanpu-Brücke von Schanghai.

Am 23. Januar besuchte Deng Zhuhai, eine weitere Sonderwirtschaftszone in der Provinz Guangdong. In Zhuhai betonte Deng gegenüber mehreren Militärführern der Volksbefreiungsarmee, darunter Yang Shangkun, Liu Huaqing und Yang Baibing (杨白冰), dass „diejenigen, die keine Reformen fördern, von ihren Führungspositionen gestürzt werden sollten“ (谁不改革，谁就下台).

### Shanghai
Am 31. Januar kam Deng in Shanghai an, wo er 1992 das chinesische Neujahr feierte. Deng verließ Shanghai am 23. Februar nach Peking und beendete seine Südtournee. Deng spielte eine wichtige Rolle bei der Entwicklung von Shanghais Pudong und belebte die Stadt als eines der Wirtschaftszentren Chinas.

## Berühmte Bemerkungen
- „Egal, ob die Katze weiß oder schwarz ist – Hauptsache, sie fängt Mäuse“ (不管黑猫白猫，捉到老鼠就是好猫).[31][32] Diese Bemerkung wurde ursprünglich 1962 von Deng veröffentlicht, wurde aber nach seiner Südtournee weithin bekannt.[33]
- „Entwicklung ist von überragender Bedeutung“ (发展才是硬道理).[34]
- „Während des gesamten Reform- und Öffnungsprozesses müssen wir die Korruption bekämpfen“ (整个改革开放过程中都要反对腐败).[16]
- „Wir sollten mehr tun und uns weniger auf leere Gespräche einlassen“ (多干实事，少说空话).[35]